# 교정도감
교정도감(敎定都監)은 최충헌이 설치한 무신정권의 최고 정치 기구로 교정소(敎定所)라고도 한다. 주로 최씨 정권의 반대 세력을 제거하고 국정을 총괄하였다. 관직의 기강을 살피고, 인사행정과 그밖의 정치 문제를 다루었다.

## 개설
1209년(희종 5년) 음력 4월 청교(靑郊)의 역리 3명이 최충헌을 제거하려고 거짓 공첩(公牒)을 만들어 여러 절로 돌려 승려들을 소집하였는데, 귀법사(歸法寺)의 승려가 이를 최충헌에게 고발하였다. 최충헌은 흥국사의 남쪽 영은관(迎恩館)에 임시로 교정도감을 설치하고 관련자를 색출하였다.
그러나 사건이 마무리된 뒤에도 계속 놔두어 최씨 정권의 반대 세력을 제거하는 데 이용되었고, 서정(庶政) 감시, 세정, 비위 규찰과 제반 명령 하달 등 국정을 총괄하는 최고의 정치기구로 기능하였다. 교정도감의 최고 책임자인 교정별감은 무신 정권의 최고 집권자가 겸임하면서 국정을 독단하였다. 즉 최충헌이 이 직에 취임한 이래로 최우·최항·최의 등 최씨 4대는 물론, 무인 정권의 몰락기에 나타난 김준(金俊)·임연(林衍)·임유무(林惟茂) 등도 모두 교정별감 직으로써 실권을 행사했다.
교정도감은 최씨 정권이 무너진 이후에도 존속되다가 1270년(원종 11년) 임유무가 피살되면서 무신 정권이 끝나자 폐지되었다.

## 교정별감
교정별감은 교정도감의 우두머리로, 최충헌 시대로부터 김준 시대를 통하여 권신(權臣)이 차지하던 특정관직이었다. 대개 무신 집권자가 스스로 겸직하였는데 독재 정치를 강화하여 권력을 마음대로 휘둘렀다.